# Jüdischer Friedhof (Pitigliano)

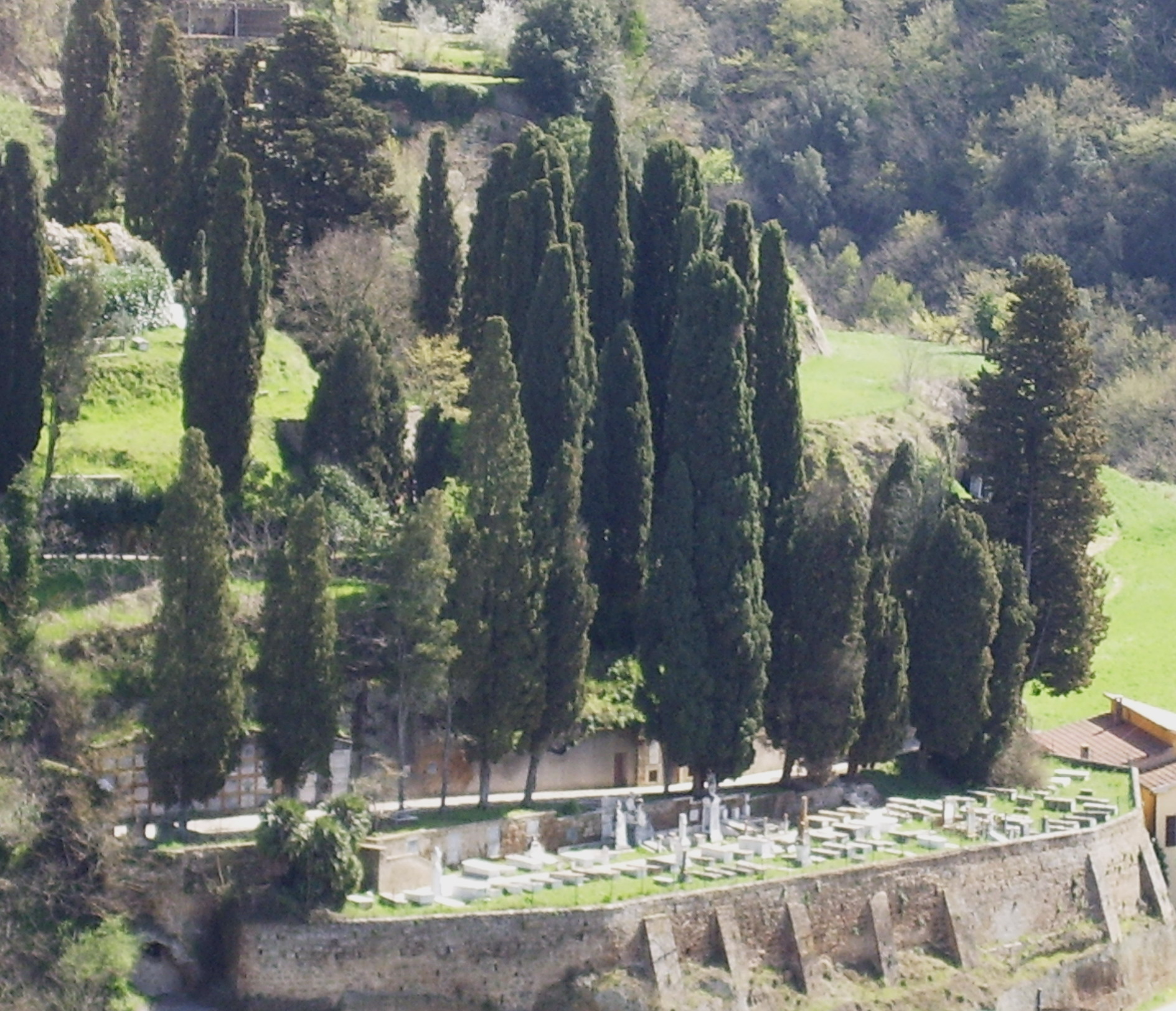
Jüdischer Friedhof in Pitigliano

Der Jüdische Friedhof in Pitigliano, einer italienischen Kleinstadt in der Provinz Grosseto in der  Region Toskana, wurde im 16. Jahrhundert angelegt.
Der jüdische Friedhof befindet sich außerhalb der Stadt auf einer felsigen Anhöhe aus Tuffstein.